# FK Spartak Semeï
Maillots
Le Spartak Semeï Fýtbol Klýby (en kazakh : Спартак Семей Футбол Клубы), plus couramment abrégé en Spartak Semeï, est un ancien club kazakh de football fondé en 1964 et disparu en 2016 (année où il fusionne avec le FC Vostok pour former le FC Altaï Semeï), et basé dans la ville de Semeï.

## Historique
Le club est fondé en 1964 sous le nom de Tsementnik Semipalatinsk. Dès lors, le club connait une multitude de noms : Spartak Semipalatinsk de 1971 à 1994, Ielimaï Semipalatinsk de 1994 à 2001, Ielimaï Semeï de 2001 à 2004, FK Semeï de 2004 à 2008, et le FK Spartak Semeï depuis 2008.

## Bilan sportif

### Palmarès
| \| - Championnat du Kazakhstan (3) : - Champion : 1994, 1995 et 1998. - Coupe du Kazakhstan (1) : - Vainqueur : 1995. \| \| - Supercoupe du Kazakhstan (1) : - Vainqueur : 1994. \| |  |                                                      |
| - Championnat du Kazakhstan (3) : - Champion : 1994, 1995 et 1998. - Coupe du Kazakhstan (1) : - Vainqueur : 1995.                                                                  |  | - Supercoupe du Kazakhstan (1) : - Vainqueur : 1994. |

### Bilan continental
Note : dans les résultats ci-dessous, le score du club est toujours donné en premier.
| Saison    | Compétition               | Tour                | Club             | Domicile | Extérieur | Total |
| --------- | ------------------------- | ------------------- | ---------------- | -------- | --------- | ----- |
| 1995      | Coupe des clubs champions | Premier tour        | Neftchi Ferghana | 1 - 3    | 4 - 1     | 5 - 4 |
| 1995      | Coupe des clubs champions | Huitièmes de finale | Al-Nassr Riyad   | 0 - 1    | 0 - 3     | 0 - 4 |
| 1996-1997 | Coupe des clubs champions | Premier tour        | AiK Bichkek (en) | 4 - 2    | 2 - 1     | 6 - 3 |
| 1996-1997 | Coupe des clubs champions | Huitièmes de finale | Persépolis FC    | 3 - 0    | 0 - 5     | 3 - 5 |

Légende
- Victoire ou qualification pour le tour suivant
- Match nul
- Défaite ou élimination de la compétition

## Personnalités du club

### Présidents du club
- Seïnetulla Akhmetov

### Entraîneurs du club
- Almas Koulchinbaïev
- Alekseï Petrouchine (mai 2014-2015)